# Race et Culture
Race et Culture est le titre d'une conférence prononcée à l'invitation de l'UNESCO à Paris le 22 mars 1971 par l'anthropologue, ethnologue et philosophe Claude Lévi-Strauss (1908-2009). Le texte a été publié la première fois dans la Revue internationale des sciences sociales de l'UNESCO en décembre 1971, à la suite et en complément de Race et Histoire qui avait été publié par l'UNESCO en 1952. Dans Race et Culture l'auteur affirme qu'une certaine fermeture culturelle est nécessaire à la sauvegarde de la diversité culturelle. Le texte suscita des réactions extrêmement critiques à l'UNESCO, alors même que Race et Histoire y avait été acclamé. Repris dans le recueil d'articles Le regard éloigné en 1983, Race et Culture obtiendra une audience intellectuelle beaucoup plus large et suscitera des polémiques sur la continuité de la pensée de l'auteur durant les trente années qui suivirent.
Réédité, réuni à Race et Histoire, par Albin Michel en 2002,  (ISBN 978-2226130112) .